# Kanton Lectoure
Der Kanton Lectoure war bis 2015 ein französischer Kanton in der Region Midi-Pyrénées. Er lag im Arrondissement Condom des Départements Gers; Hauptort war Lectoure. Er wurde durch den Kanton Lectoure-Lomagne ersetzt.
Der Kanton war 250,49 km² groß und hatte 6284 Einwohner (Stand: 2012).
| Gemeinde              | Einwohner | Code postal | Code Insee |
| --------------------- | --------- | ----------- | ---------- |
| Berrac                | 90        | 32480       | 32047      |
| Castéra-Lectourois    | 296       | 32700       | 32082      |
| Lagarde               | 132       | 32700       | 32176      |
| Larroque-Engalin      | 59        | 32480       | 32195      |
| Lectoure              | 3933      | 32700       | 32208      |
| Marsolan              | 388       | 32700       | 32239      |
| Mas-d'Auvignon        | 171       | 32700       | 32241      |
| Pergain-Taillac       | 286       | 32700       | 32311      |
| Pouy-Roquelaure       | 137       | 32480       | 32328      |
| Saint-Avit-Frandat    | 85        | 32700       | 32364      |
| Saint-Martin-de-Goyne | 109       | 32480       | 32391      |
| Saint-Mézard          | 202       | 32700       | 32396      |
| Terraube              | 381       | 32700       | 32442      |